# ハンス・スワロフスキー

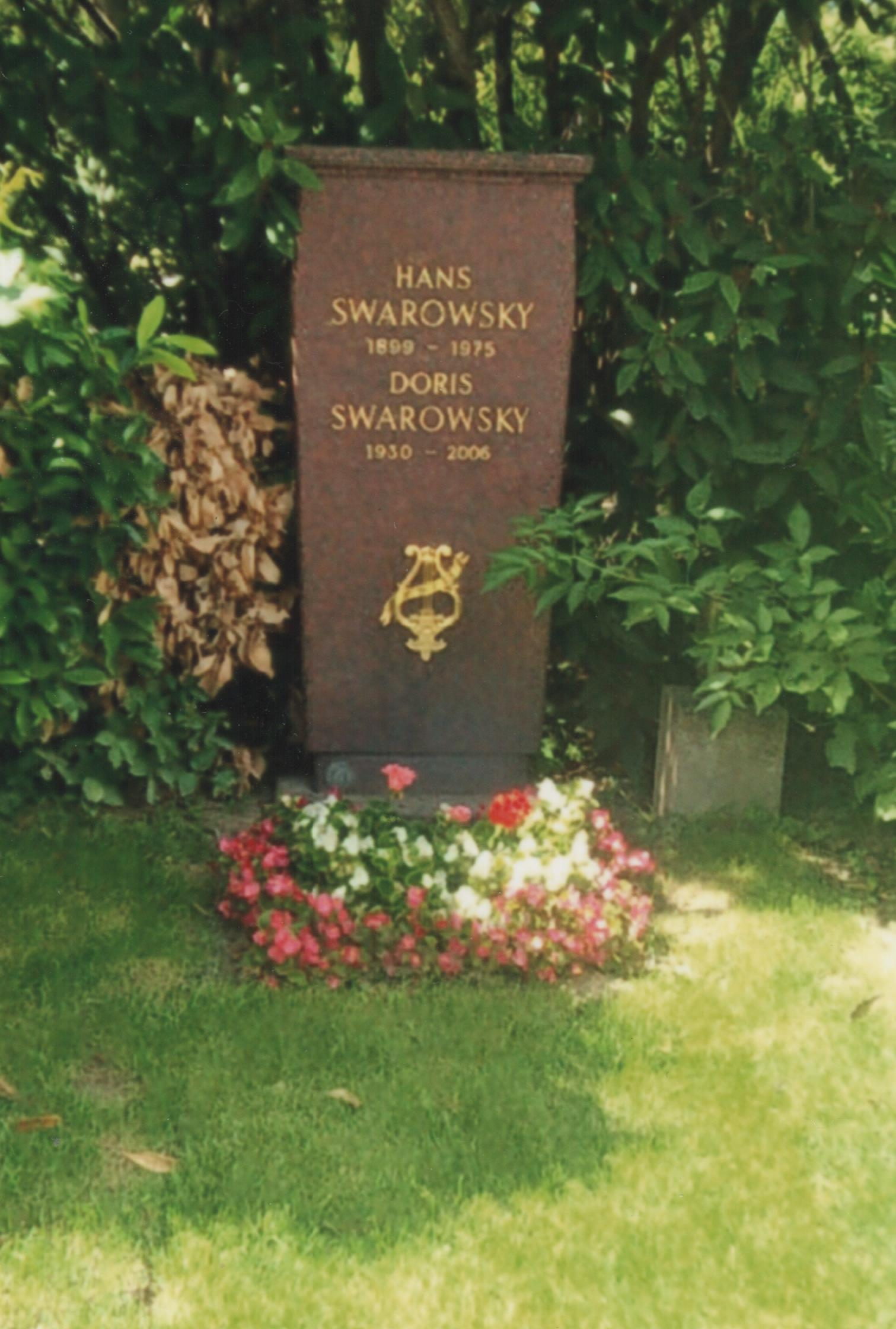
スワロフスキーの墓

ハンス・スワロフスキー（ドイツ語ではハンス・スヴァロフスキー、Hans Swarowsky, 1899年9月16日 ブダペスト - 1975年9月10日 ザルツブルク）は、ハンガリー出身のオーストリアの指揮者・音楽教育家。

## 経歴
1910年にマーラーの交響曲第8番初演に合唱団員として参加。ウィーン大学で心理学と歴史を学び、1920年よりアルノルト・シェーンベルクとアントン・ヴェーベルンより音楽理論を、フェリックス・ワインガルトナーとリヒャルト・シュトラウスより指揮法を学ぶ。のちに、シュトゥットガルトやハンブルクで指揮者として活動する。
1933年にベルリン国立歌劇場でエーリヒ・クライバーのアシスタントとなり、1937年から1940年まではチューリッヒ歌劇場の首席指揮者を務める。この時期に、リヒャルト・シュトラウスとクレメンス・クラウスの声かけにより、リヒャルトシュトラウスの歌劇「カプリッチョ」の台本制作をともに手がける。その後オーストリアに戻り、1940年から1944年までザルツブルク音楽祭のアドヴァイザーを務め、戦後はウィーン交響楽団の首席指揮者などを務める。
録音で有名なものとしては、チェコ・フィルハーモニー管弦楽団およびプラハ国立歌劇場管弦楽団メンバーとのワーグナーの『ニーベルングの指環』や『ローエングリン』が挙げられる。録音・演奏ともに最高峰の『指環』であり、スラヴ風の音でも今なお愛好家の評価は高い。ウィーン交響楽団とのマーラーの交響曲第5番も往時のウィーンのスタイルを偲ばせる演奏である。
NHK交響楽団にも客演して、独特なシューベルトの交響曲『グレイト』などを指揮している。
卓越したバトンテクニックをもち、レパートリーも膨大であったと言われる。講演集とエッセイ集からなる著書『 Wahrung der Gestalt: Schriften über Werk u. Wiedergabe, Stil une Interpretation in der Musik 』（ISBN 3702401385, Universal Edition: 1979、現在絶版中）は、演奏や指揮に関する疑問に答えを導くバイブルとして使われている。
没後は、ウィーン中央墓地の32C区（40番）に埋葬された。

## 「名教師」として
指揮法の「名教師」としても名高い。ウィーン国立音楽大学指揮科の教授として活躍し、門下にトーマス・ウンガー、クラウディオ・アバド、マリス・ヤンソンス、ズービン・メータ、アダム・フィッシャー、イヴァン・フィッシャー、ヘスス・ロペス＝コボス、ジェームス・アレン・ガレス、ハインリヒ・シフ、グスタフ・レオンハルト、リオール・シャンバダール、ジュゼッペ・シノーポリ、ブルーノ・ヴァイル、ドミトリー・キタエンコ、フリーデマン・ライヤー、ジャック・デラコートらを擁する。日本人指揮者では、尾高忠明や湯浅卓雄、矢崎彦太郎、大町陽一郎、久保田孝、本多敏良、伴有雄らが師事した。